# GelreDome
Der GelreDome ist ein Fußballstadion in der niederländischen Stadt Arnhem. Der Fußballclub Vitesse Arnheim trägt hier seine Heimspiele aus. Es wurde zwischen 1996 und 1998 gebaut und mit einem schließbaren Dach ausgestattet. Eine Besonderheit ist das ebenfalls bewegliche Spielfeld, das für Konzerte oder andere Veranstaltungen aus dem Stadion herausgefahren werden kann. Mit seinen Neuerungen im Stadionbau diente der Gelredome als Vorbild unter anderem für die Arena auf Schalke.

## Geschichte
Schon in den 1980er Jahren gab es Pläne für ein neues Vitesse-Stadion. Damals spielte man noch im Nieuw Monnikenhuize. Hauptverantwortlich für die Pläne war der spätere Club-Präsident Karel Aalbers. Am 12. Juli 1996 begannen die Bauarbeiten auf einer Wiese am Batavierenweg, südlich des Rheins. Am gleichen Tag wurde auch der offizielle Name GelreDome bekannt gegeben. Der GelreDome wurde am 25. März 1998 mit dem Spiel Vitesse gegen NAC Breda, das Arnheim mit 4:1 gewann, eröffnet.
Am 28. und 29. März 1998 fanden die ersten Konzerte statt, als die Spice Girls als erste bekannte Popgruppe im Stadion auftraten. 1999 wurde der millionste Besucher des Stadions verzeichnet, ein Jahr später wurde die Zwei-Millionen-Besucher-Grenze überschritten.
Zur Saison 2016/17 wurde das Platzangebot des Stadions bei Fußballspielen von 25.500 auf 21.248 reduziert. Da in den letzten Jahren die Auslastung sank und Vitesse 2015/16 einen Schnitt von 17.000 Zuschauern hatte, werden Sitzreihen der Nord- und Osttribüne sowie auf dem Hauptrang abgedeckt. Damit sollen die Zuschauer dichter ans Spielfeld geholt werden. Für die Feuerwehr mussten die unteren Sitzreihen unbesetzt bleiben, was auf Fernsehbildern den Eindruck erweckte, das Stadion sei halb leer.

## Veranstaltungen
Der GelreDome ist regelmäßig Gastgeber von Konzerten und Veranstaltungen. Beispielsweise traten dort Musiker wie Paul McCartney, Elton John, Iron Maiden, Metallica, U2, Rammstein, Coldplay, Bon Jovi, Britney Spears, Pearl Jam, André Rieu, Madonna, Justin Bieber, Prince, Anouk, Ilse DeLange, Tina Turner und Da Tweekaz auf. Außerdem findet hier einmal im Jahr  Qlimax statt, eine Veranstaltung der Hardstyleszene, die im Jahr 2009 mit ca. 35.000 Besuchern einen neuen Besucherrekord im GelreDome aufstellte. Mit HardBass, veranstaltet von B2S, fand eine weitere Veranstaltung aus der Hardstyle-Szene jedes Jahr im Gelredome statt. Im Jahr 2001 kam mit der Motorai-Messe zum ersten Mal eine Motorradveranstaltung in das Stadion, 2002 folgte die FIM World Supercross, die ein Jahr später wieder dort stattfand. Seit einigen Jahren wird der GelreDome auch für das Tractorpulling und Monstertrucks genutzt. Große Bekanntheit erlangte das Stadion außerdem durch die deutsche Schlagersängerin Helene Fischer, die dort ihr einziges Benelux-Konzert ihrer Tour 2018 gab.

## Fußball-Europameisterschaft 2000
Der GelreDome war einer der Austragungsorte für die Fußball-Europameisterschaft 2000, die in Belgien und den Niederlanden ausgetragen wurde. Es fanden drei Vorrundenspiele in Arnhem statt.
- 11. Juni 2000:  Türkei –  Italien 1:2
- 17. Juni 2000:  Rumänien –  Portugal 0:1
- 21. Juni 2000:  Slowenien –  Norwegen 0:0